# На гачку. Як створити продукт, що чіпляє
На гачку. Як створити продукт, що чіпляє (англ. Hooked: How to Build Habit-Forming Products by Nir Eyal) - книжка Ніра Еяля. Вперше опублікована в 26 грудня 2013 року. 

## Огляд книги
Нір Еяль ояснює модель «Hook Model», що являє собою 4-етапний покроковий процес, який входить в концепцію продукту більшості успішних компаній. 
Ідеї автора - це не абстрактна теорія, а повноцінний навчальний матеріал для створення найкращого продукту. 

## Переклад українською
- Еяль, Нір. На гачку. Як створити продукт, що чіпляє / пер. Галина Гриценко. - К.: Наш Формат, 2017. —  192 с. — ISBN 978-617-7388-66-0